# The North Star

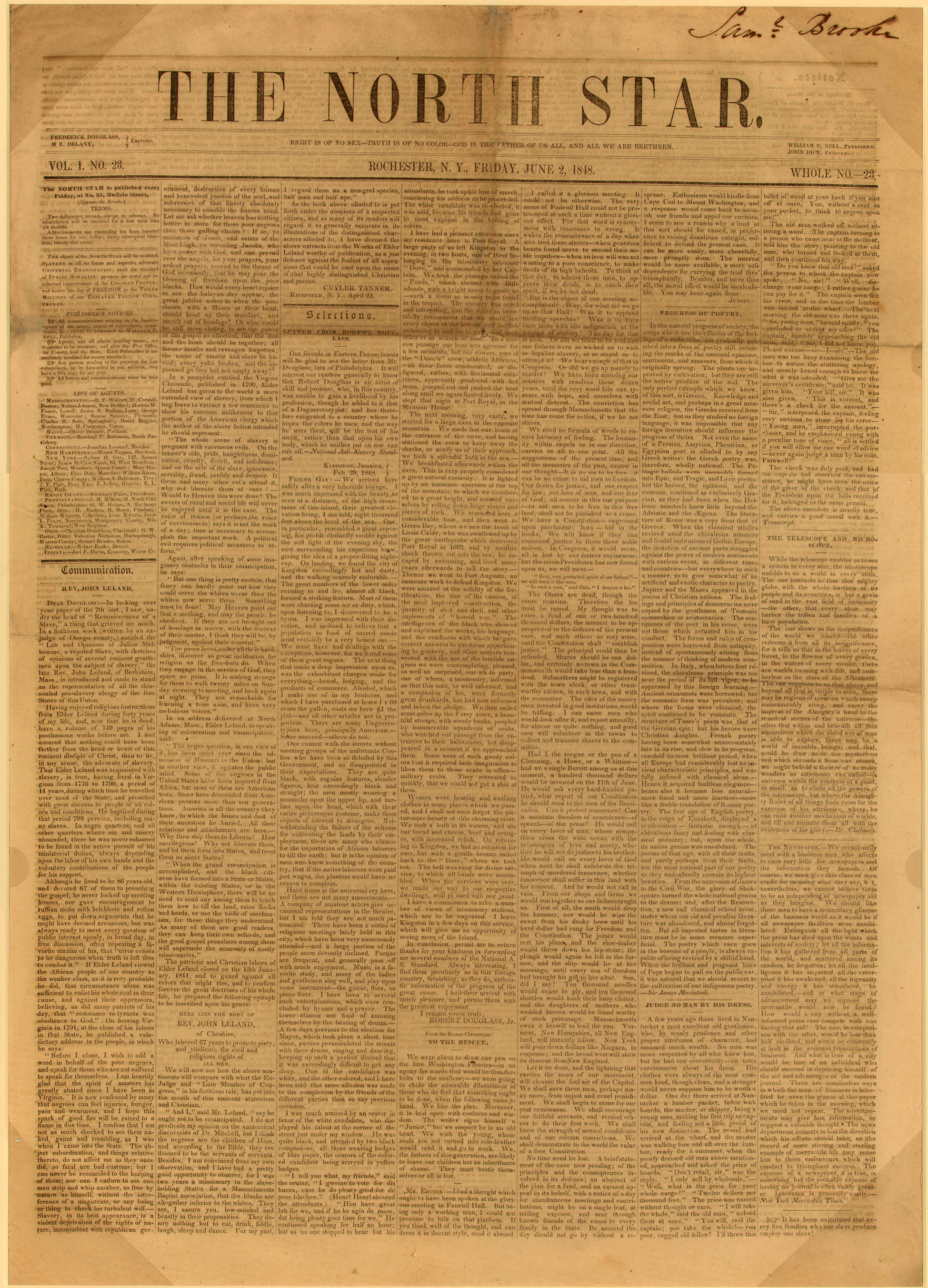
Primeira página, edição de 2 de junho de 1848.

The North Star foi um jornal abolicionista estadunidense, publicado inicialmente em 3 de dezembro de 1847 por Frederick Douglass na cidade novaiorquina de Rochester.
O periódico tinha como lema: "O correto não tem sexo — a verdade não tem cor — Deus é pai de todos nós, e todos nós somos irmãos" (no original: "Right is of no Sex — Truth is of no Color — God is the Father of us all, and we are all Brethren"), que demostrava não ter por objetivo apenas a luta pelo fim da escravidão, como ainda a igualdade entre os sexos e a educação universal.
Permaneceu com este nome até 1851, ano em que passou a chamar-se Frederick Douglass's Paper, e manteve-se em circulação por mais uma década, quando finalmente encerrou sua publicação por razões financeiras.